# Scopula sancta
Scopula sancta là một loài bướm đêm trong họ Geometridae.